# Zeughaus

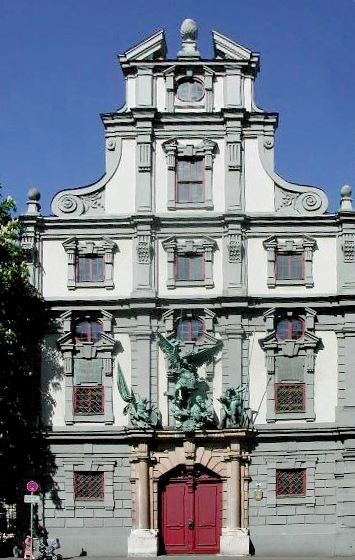
Augsburger Zeughaus

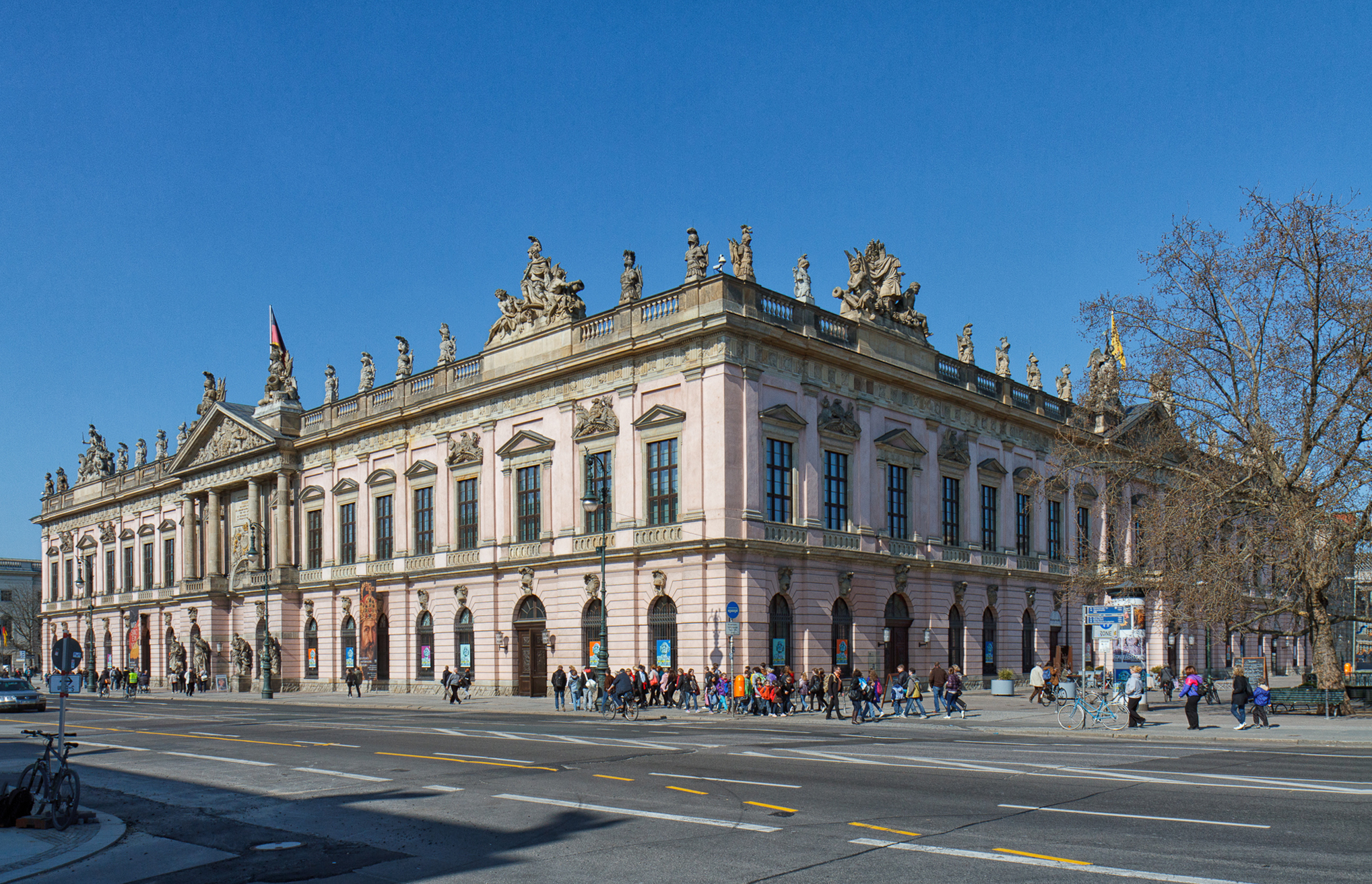
Berliner Zeughaus

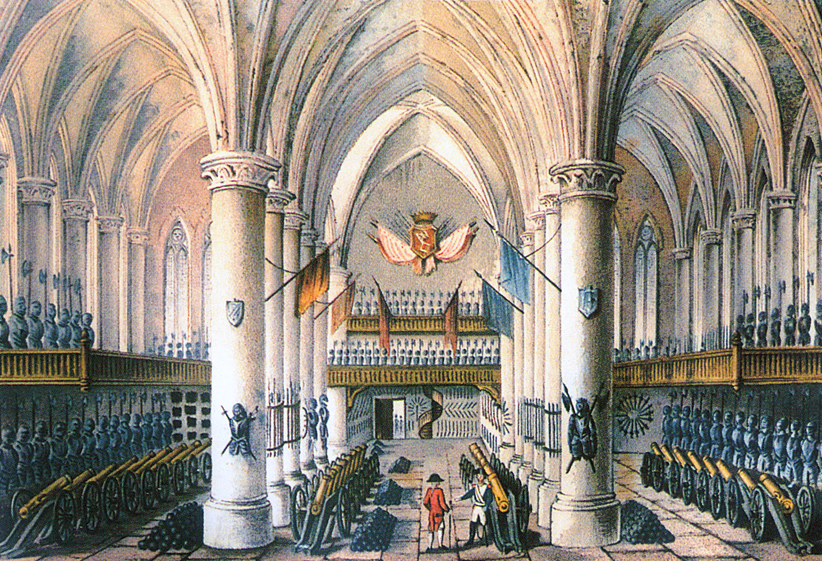
Das Bremer Zeughaus im 18. Jahrhundert

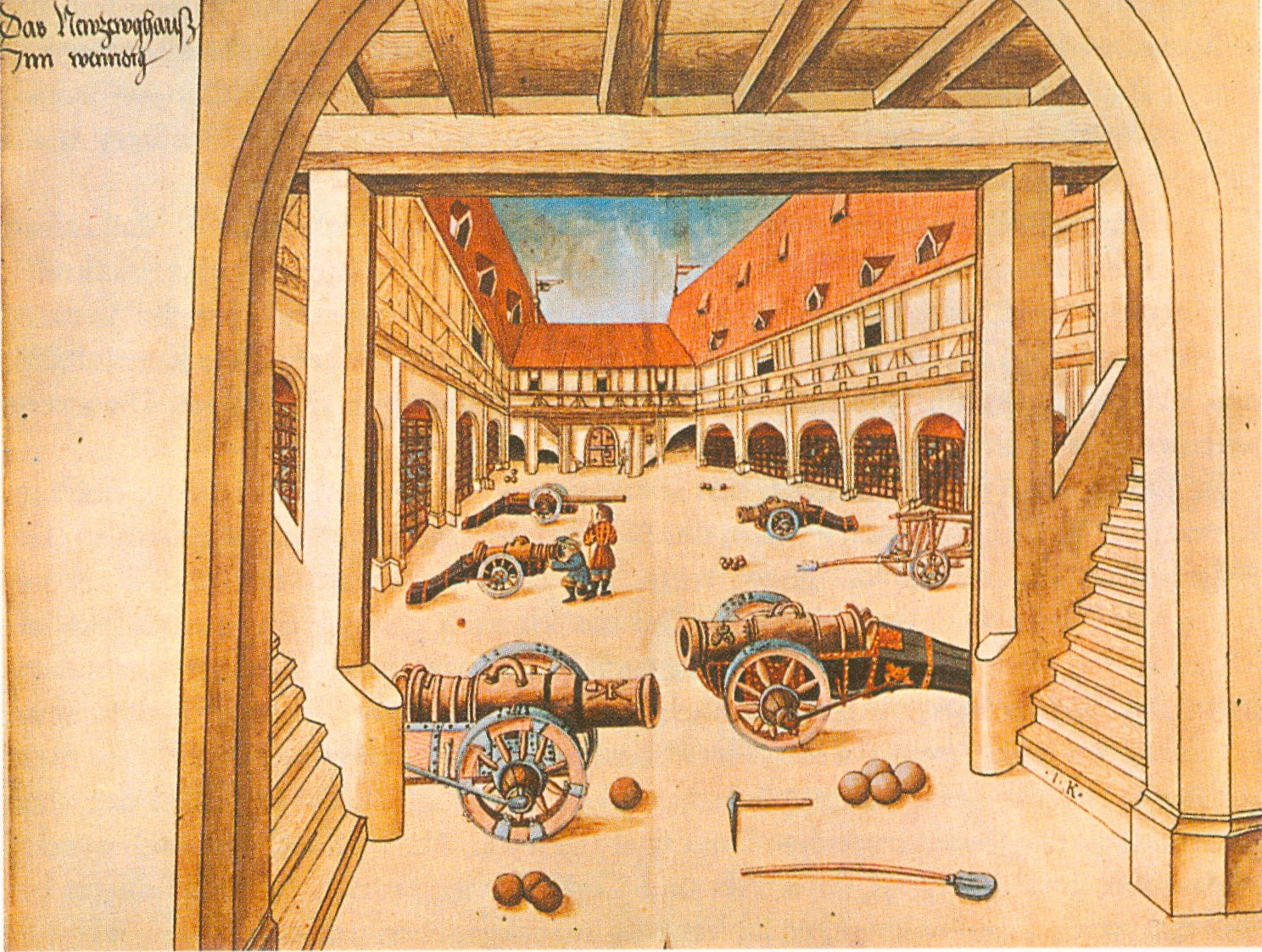
Innenhof des Innsbrucker Zeughauses im 16. Jahrhundert

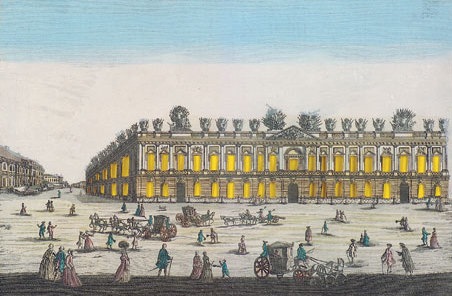
Zeughaus Berlin, um 1780

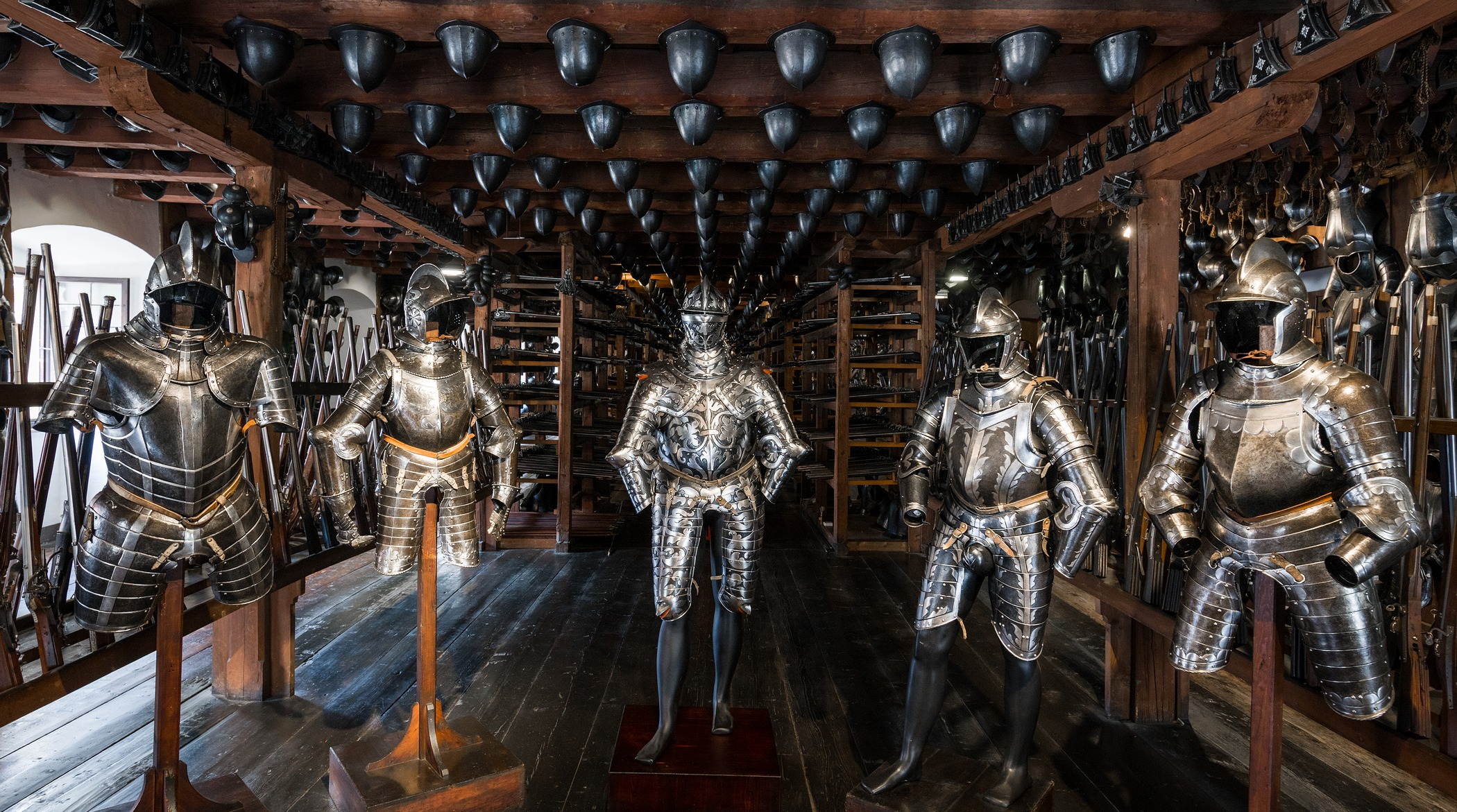
Graz, Blick ins Innere des Landeszeughauses

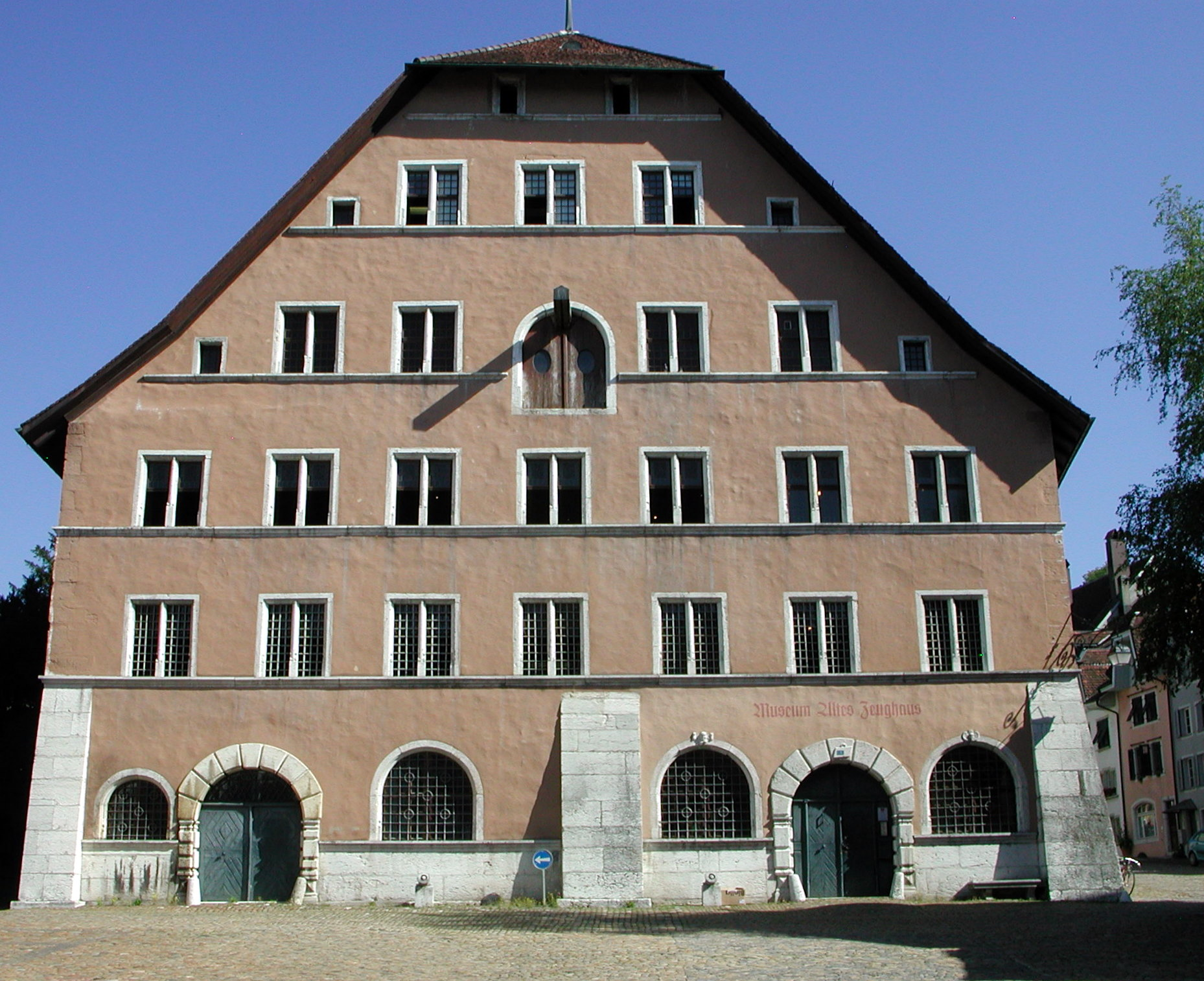
Das Alte Zeughaus in Solothurn

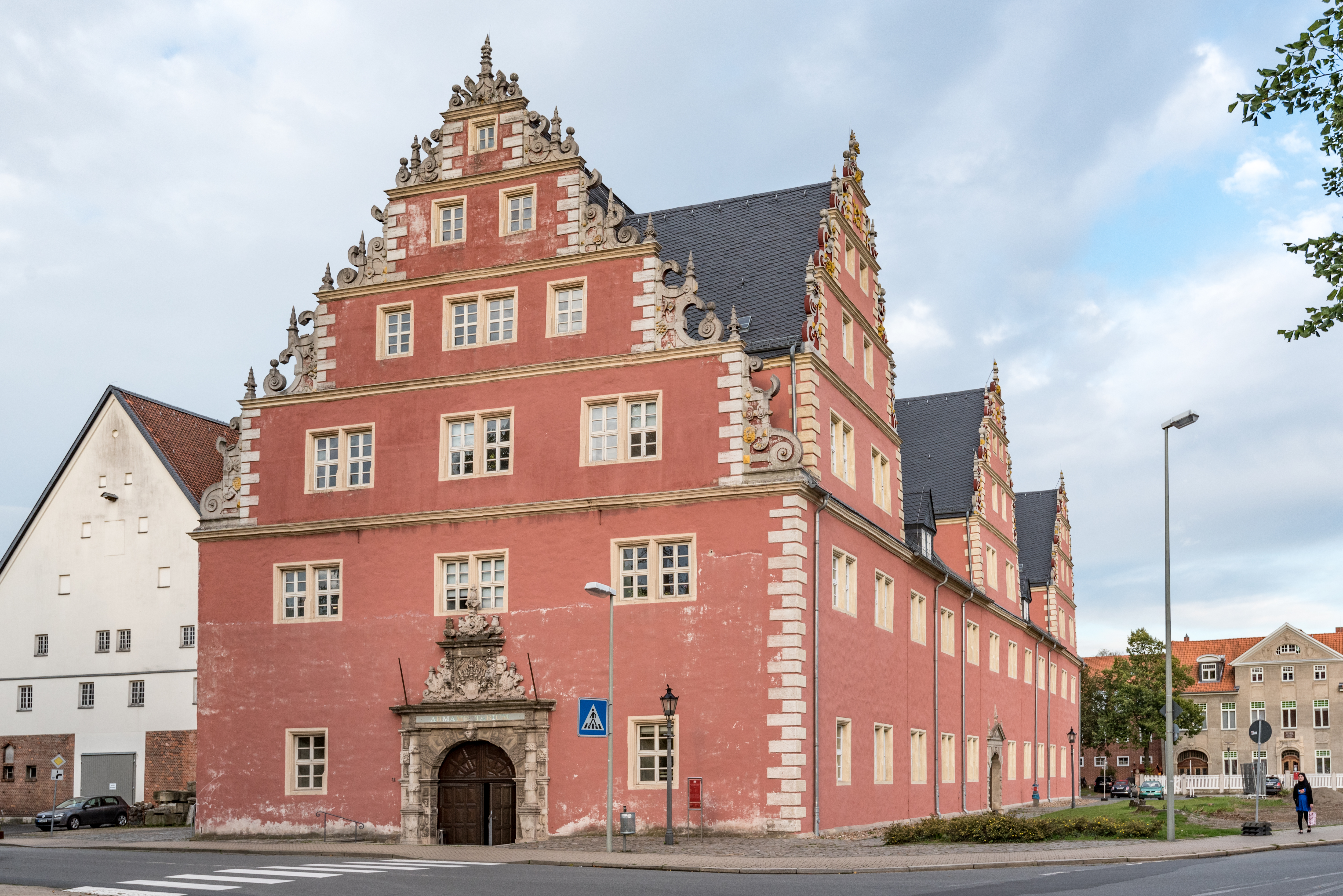
Zeughaus Wolfenbüttel

Als Zeughaus wird ein Gebäude bezeichnet, in dem Waffen und militärische Ausrüstungsgegenstände gelagert und instand gesetzt wurden. Heute erfüllen Arsenale die ursprüngliche Aufgabe der Zeughäuser, nur in der deutschsprachigen Schweiz wird der Begriff Zeughaus noch im eigentlichen Sinn verwendet.
Der Begriff Zeughaus wird auch für die Gebäude von Feuerwehren verwendet, gelegentlich auch für historische Gebäude, in denen Jagdgerät oder andere Gerätschaften aufbewahrt wurden.

## Bezeichnungen
Wie anderes Gerät wurden Waffen früher Zeug genannt. Im Spätmittelalter und der frühen Neuzeit wurden die Bezeichnungen Zeughaus, Armamentarium (auch für anderes Instrumentarium gebraucht), Rüstkammer und Arsenal oft synonym verwendet, wobei die Bezeichnung Zeughaus bis zum 17. Jahrhundert überwog. 
Den Verwalter sowie Verantwortlichen für das Zeughaus bezeichnete man als Zeugkapitän oder Zeugmeister. Der Zeugwart hatte die Aufsicht über die Waffen.

## Historische Bedeutung
Zeughäuser waren Nutzbauten, die neben der militärischen auch eine symbolisch-repräsentative Zweckbestimmung besaßen. Diese Gebäude wurden in der frühen Neuzeit häufig in der Nähe von Residenzen errichtet. Die Positionierung eines Zeughauses innerhalb eines Residenzortes war nicht festgelegt und hing von der jeweiligen lokalen Ortsstruktur ab.
Schon früh waren Zeughäuser mehr als bloße Waffenlager. Durch die bewusste Aufbewahrung altertümlicher Waffen, die fremden Besuchern gern gezeigt wurden, wurden sie zu Vorläufern der heutigen Museen. Ein Beispiel ist das Landeszeughaus in Graz, das die weltweit größte historisch gewachsene Sammlung an Harnischen, Helmen, Blankwaffen, Gewehren und Pistolen beherbergt.
Neben den Objekten selbst sind auch die Aufzeichnungen der Zeughäuser von großem Interesse für die Historiker. Daraus können die Ankäufe von Waffen und Rüstungen nachvollzogen werden. Die Preise und Stückzahlen geben Aufschluss über den Bedarf an Ausrüstung sowie den Haushalt des Militärs. Darüber hinaus finden sich in den Archiven Hinweise auf die Vorlieben der Soldaten und Umwälzungen in der Militärtechnik, z. B. durch den Ankauf neuer Ausrüstung.

## Bekannte Zeughäuser

### Deutschland
- Augsburg, Zeughaus (1602–1607)
- Berlin, Zeughaus (1695–1729)
- Bremer Zeughaus (16.–19. Jahrhundert)
- Dresden
  - Dresdner Zeughaus (1559–1563), heutiges Albertinum
  - Arsenal, Militärhistorisches Museum der Bundeswehr
- Ostfriesisches Landesmuseum Emden (Rüstkammer)
- Germersheim, Zeughaus, heutiges Deutsches Straßenmuseum
- Gießen, Zeughaus
- Zeughaus Hanau (1782–1953)
- Hannover
  - Zeughaus am Hohen Ufer, 1643 bis 1649 errichtetes Zeughaus, heute Teil des Historischen Museums Hannover
  - Zeughaus am Waterlooplatz, in der Nachkriegszeit am Waterlooplatz abgerissenes Zeughaus
- Marstall Heidelberg, 1510 errichtet, heute als Mensa des Studentenwerkes genutzt
- Ingolstadt, Zeughaus
- Kassel, Zeughaus (1581–1583)
- Köln, Zeughaus, heute Kölnisches Stadtmuseum
- Kulmbach Arsenalbau der Residenz und Landesfestung Plassenburg
- Leipzig, (erstes) Gewandhaus, 1498 ursprünglich als Zeughaus erbaut
- Lübeck, Zeughaus, 1594 im Stil der niederländischen Backsteinrenaissance
- Lüneburg, das 1482 errichtete Glockenhaus diente dem Guss von Glocken und Geschützen und als Zeughaus
- Mannheim, Zeughaus
- Mainz
  - Altes Zeughaus Mainz
  - Neues Zeughaus Mainz
- München, landesherrliches Zeughaus, heute: Gebäude der Hochschule München (HM)
- München, städtisches Zeughaus, Münchener Stadtmuseum
- Neuss, Zeughaus
- Nürnberg, Pfannenschmiedsgasse 2
- Oldenburg, ehem. Zeughaus (erbaut 1861–64, Architekt Hillerns)Oldenburg
- Zeughaus (Sächsische Schweiz)

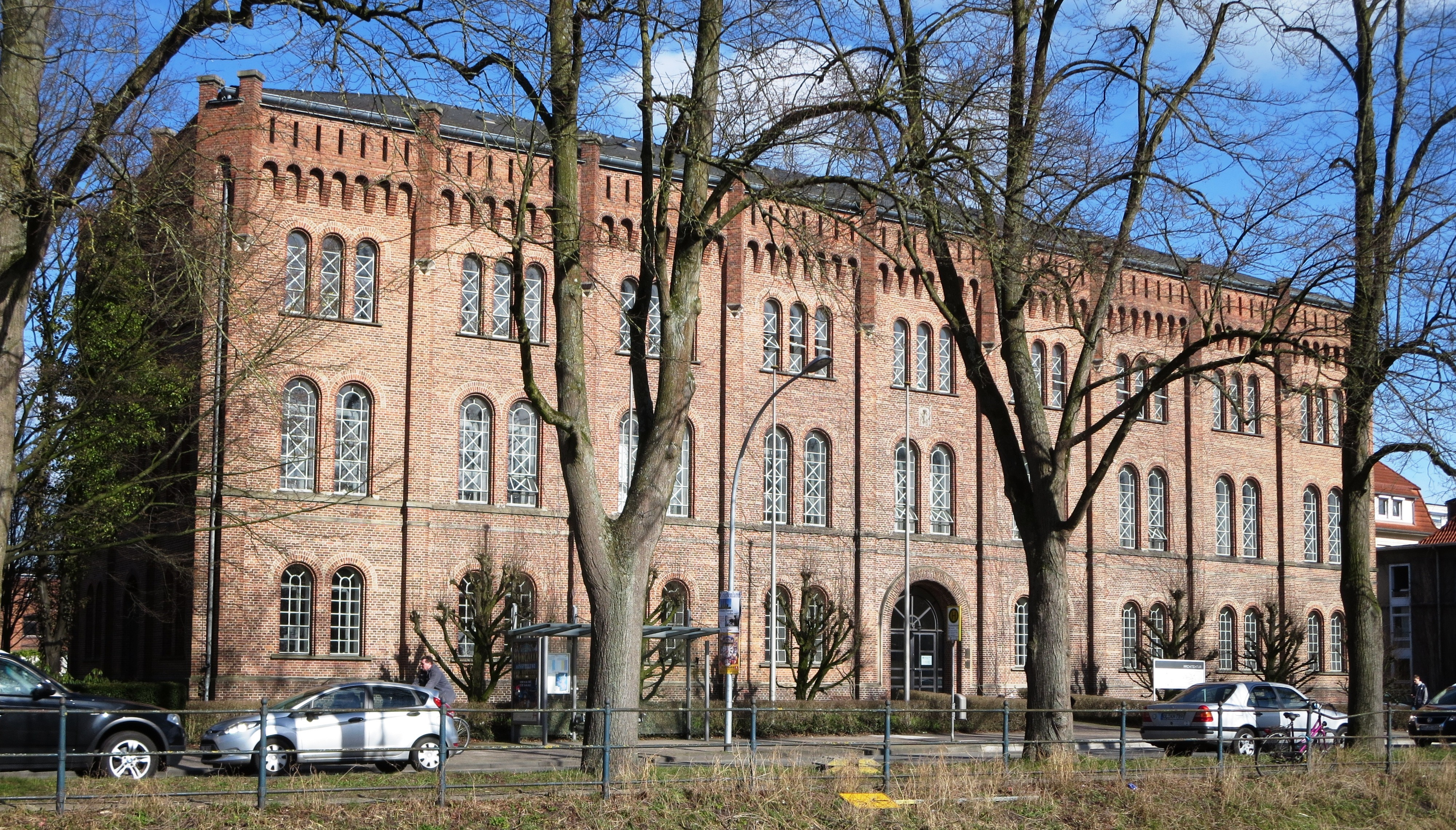
Oldenburg, ehem. Zeughaus (erbaut 1861–64, Architekt Hillerns)

- Schloss Schwarzburg, Zeughaus, 1550/1560 erstmals erwähnt
- Schwäbisch Hall, Zeughaus
- Schweinfurt, Zeughaus
- Schwerin, Arsenal am Pfaffenteich
- Stade, Zeughaus (1697–1699 erbaut)
- Überlingen, Zeughaus von 1650 bis 1803
- Zeughaus Ulm, 1433 erstmals erwähnt, Erweiterungen im 16. und 17. Jahrhundert
- Zeughaus (Villingen)
- Museum der städtischen Sammlungen im Zeughaus, Wittenberg
- Zeughaus (Weimar)
- Zeughaus in Wolfenbüttel, errichtet 1613–1618 von Paul Francke, Nutzer ist seit 1974 die Herzog August Bibliothek.[5]

### Österreich
- Graz, Landeszeughaus
- Innsbruck, Zeughaus (1500–1505)
- Wien, Kaiserliches Zeughaus (Unteres Arsenal)
- Wien, Kaiserliches Zeughaus (Oberes Arsenal)
- Wien, Bürgerliches Zeughaus

### Schweiz
- Rapperswil, Altes Zeughaus
- Solothurn, Museum Altes Zeughaus
- Brig-Glis, Zeughaus Kultur
- Zeughaus mit Grubenmann-Sammlung, Teufen AR

### Weitere Länder
Chile

Die Arsenales de Guerra in Santiago (um 1915)

- Santiago de Chile, Arsenales de Guerra („Kriegsarsenale“), 1896 unmittelbar am Paradeplatz der Stadt erbaut, zugleich als Artillerie-Kaserne

Großbritannien
- London, Tower of London

Polen
- Danzig, Großes Zeughaus (1600–1609)
- Thorn, Artillerie-Zeughaus von 1824

Russland
- Moskau, Arsenal des Kremls
- Moskau, Rüstkammer des Kremls